# 若葉竜也
若葉 竜也（わかば りゅうや、本名：最上 竜也、1989年6月10日 - ）は、日本の俳優。
東京都練馬区出身。大衆演劇のチビ玉三兄弟として知られる。5人兄妹の三男。堀越高等学校卒業。nora所属。

## 略歴
1998年、大河ドラマ『徳川慶喜』でテレビドラマに初出演にして、NHK大河ドラマ初出演を果たして俳優デビュー。
2003年7月期テレビ朝日系木曜ドラマ『菊次郎とさき』で民放ゴールデンプライムタイムの連続ドラマ初出演。
2005年7月9日公開映画『HINOKIO』で映画初出演。
2012年、赤坂REDTHEATERにて行われた舞台『見渡す限りの卑怯者』で舞台初出演。
2016年10月6日、映画『葛城事件』で第8回TAMA映画賞・最優秀新進男優賞を受賞し、映画賞を初めて受賞した。
2017年3月26日にNHK BSプレミアムにて放送された『青の時代 名曲ドラマシリーズ「モーニング娘。“LOVEマシーン”」』でテレビドラマ初主演。
2020年後半期に放送された連続テレビ小説『おちょやん』でNHK朝ドラ初出演。
2021年4月9日公開映画『街の上で』で映画初主演。
2024年4月期関西テレビ・フジテレビ系月10ドラマ『アンメット ある脳外科医の日記』で6年半ぶりに民放ドラマに出演し、注目を集めた。

## 人物
実家は大衆演劇の一座であり、幼少期から兄たちと共に舞台に立って子役として活躍。「チビ玉3兄弟」の愛称で親しまれ、その様子はテレビ番組のドキュメンタリー企画で特集されたこともある。その後はテレビドラマや映画にも出演。2007年7月放送の探偵学園Qに第4話・第5話にゲストで出演し、弟・若葉克実と共演（第4話放送内容では共演する場面はなかった）。
趣味は車の運転、スケートボード、観葉植物を育てること、ギターの演奏。ギターの弾き語りは友人の家や撮影現場で披露することもあり、never young beachの「明るい未來」やYUIの「CHE.R.RY」、aikoの「カブトムシ」を弾き語る様子などが撮影されている。

## 出演

### テレビドラマ
- 大河ドラマ 徳川慶喜（1998年1月4日 - 12月13日、NHK） - 七郎麿 役
- 菊次郎とさき（2003年7月3日 - 9月11日、テレビ朝日） - 北野大 役
- 4TEEN（2004年7月25日、WOWOW） - ジュン 役
- 恋する日曜日セカンドシリーズ 「君が僕を知っている」（2005年8月14日 - 28日、BS-i） - 横森直 役
- 野ブタ。をプロデュース（2005年10月15日 - 12月17日、日本テレビ） - 植木誠（シッタカ） 役
- 都立水商!（2006年3月28日、日本テレビ） - 須崎三四郎 役
- マイ★ボス マイ★ヒーロー（2006年7月8日 - 9月16日、日本テレビ） - 星野陸生 役
- スイッチを押すとき（2006年7月20日 - 8月21日、MBS） - 小暮君明 役
- たったひとつの恋 最終話（2006年12月16日、日本テレビ） - 作業員 役
- しにがみのバラッド。 第4話（2007年1月29日、テレビ東京） - 浅野水月 役
- 介助犬ムサシ〜学校へ行こう!〜（2007年4月20日、フジテレビ） - 森岡新一 役
- 生徒諸君!（2007年4月20日 - 6月22日、朝日放送 / テレビ朝日） - 白井直輝 役
- 探偵学園Q 第4話・第5話（2007年7月24日・31日、日本テレビ） - 佐久間響 役
- 先生はエライっ!（2008年4月12日、日本テレビ） - 佐伯純 役
- ごくせん第3シリーズ（2008年4月19日 - 6月28日、日本テレビ） - 吉田竜也 役
- 赤い糸（2008年12月6日 - 2009年2月28日、フジテレビ） - 安田愁 役
- 警官の血（2009年2月7日 - 8日、テレビ朝日） - ミドリ・高野文夫 役
- シバトラ〜童顔刑事!史上最大の危機スペシャル〜（2009年5月9日、フジテレビ） - 藍川正雄 役
- サムライ・ハイスクール 第1話・第2話（2009年10月17日・24日、日本テレビ） - 黒田礼二 役
- アンタッチャブル〜事件記者・鳴海遼子〜 第2話（2009年10月23日、朝日放送 / テレビ朝日） - 吉行周作 役
- 臨月の娘（2010年3月6日、テレビ朝日） - 高木キヨシ 役
- 絶対零度〜未解決事件特命捜査〜 Case.10（2010年6月15日、フジテレビ） - 広田拓真 役
- 月曜ゴールデン 警視庁再犯防止課 真崎英嗣（2011年8月1日、TBS） - 本城巧 役
- カレ、夫、男友達（2011年11月1日 - 12月20日、NHK） - 相川光夫 役
- 謎解きはディナーのあとで 第4話（2011年11月8日、フジテレビ） - 沢村佑介 役
- さばドル（2012年1月14日 - 4月7日、テレビ東京） - 梨本佑司 役
- 水曜ミステリー9 落としの鬼 刑事 澤千夏〜半落ちの女〜（2012年2月1日、テレビ東京） - 芦川竜介 役
- ハイスクール歌劇団☆男組（2012年10月6日、CBC） - 森川隼人 役
- よろず占い処 陰陽屋へようこそ 第2話（2013年10月15日、関西テレビ） - 金井隆平 役
- 土曜ワイド劇場 私は代行屋!2（2013年11月2日、テレビ朝日） - 瀧川直人 役
- 逆転報道の女3（2014年4月19日、テレビ朝日） - 北川翔太 役
- S -最後の警官- 第6話・第7話（2014年2月16日・23日、TBS） - 廣田秋人 役
- 新解釈・日本史（2014年4月29日 - 6月24日、TBS）
- 吉原裏同心（2014年6月26日 - 9月18日、NHK） - 清次 役
- SAKURA〜事件を聞く女〜 第2話（2014年10月27日、TBS） - 木原光輝 役
- 女くどき飯 Season2 第5話（2016年2月16日、MBS） - 前田修吾 役
- 神の舌を持つ男 第7話・第8話（2016年8月19日・26日、TBS） - 若林正輝（若手刑事） 役
- 勇者ヨシヒコと導かれし七人 第8話（2016年11月25日、テレビ東京） - キジ 役
- シリーズ・江戸川乱歩短編集 第1回「何者」（2016年12月26日、NHK BSプレミアム） - 結城 役
- 青の時代 名曲ドラマシリーズ『モーニング娘。“LOVEマシーン”』（2017年3月26日、NHK BSプレミアム） - 主演・満島龍平 役
- セトウツミ 第6話（2017年11月18日、テレビ東京） - ジェード 役
- スーパーサラリーマン左江内氏 第5話（2017年2月11日、日本テレビ） - 男性 役
- 過ちスクランブル（2017年11月 - 12月、フジテレビTWO） - 空山信介 役
- 京都発地域ドラマ ワンダーウォール （2018年7月25日、NHK BSプレミアム） - ドレッド 役[10][11]
- ブラックスキャンダル（2018年10月4日 - 12月7日、読売テレビ・日本テレビ） - 水谷快人 役[12]
- コールドケース2 〜真実の扉〜（2018年10月13日 - 12月15日、WOWOW） - 朝倉弘人 役
- 令和元年版 怪談牡丹燈籠（2019年10月6日 - 10月27日、NHK BSプレミアム） - 黒川孝助 役[13][14]
- 有村架純の撮休 第2話（2020年3月27日、WOWOWプライム） - 田中 役
- 連続テレビ小説 おちょやん（2020年後期、NHK） - 小暮真治 役[2]
- 群青領域（2021年10月15日 - 12月17日、NHK） - 小木曽蓮 役[15]
- にんげんこわい 第4話・最終話「宮戸川（上・下）」（2022年2月27日・3月6日、WOWOW） - 半七 役[16]
- 星新一の不思議な不思議な短編ドラマ『ずれ』（2022年7月12日、NHK BS4K・BSプレミアム） - 主演[17]
- 杉咲花の撮休 第2話「ちいさな午後」（2023年2月17日、WOWOW） - サラリーマン 役[18]
- アンメット ある脳外科医の日記（2024年4月15日 - 6月24日、関西テレビ・フジテレビ） - 三瓶友治 役[19][20]

### 配信ドラマ
- 婚前特急-ジンセイは17から-（2009年9月7日 - 28日、LISMO Channel）
- 恋色円舞〜こいいろワルツ〜（2010年11月5日 - 26日、LISMO Channel）
- 眠れぬ真珠（2015年4月22日- dTV）

- ある夜、彼女は明け方を想う（2022年1月8日配信開始、Amazon Prime Video）[21]

### 映画
- HINOKIO（2005年7月9日、松竹）
- 恋する日曜日（2006年7月22日、パンドラ） - 横森直 役
- Mayu-ココロの星-（2007年9月29日、ティ・ジョイ） - 竹中太一 役
- ブラブラバンバン（2008年3月15日、トルネード・フィルム） - 小島裕也 役
- 赤い糸（2008年12月20日、松竹） - 安田愁 役
- 恋極星（2009年3月14日、日活） - 柏木大輝 役
- ごくせん THE MOVIE（2009年7月11日、東宝） - 吉田竜也 役
- 雷桜（2010年10月22日、東宝） - 榊原秀之助 役
- GANTZ（2011年1月29日、東宝） - 高橋光輝 役
  - GANTZ：PERFECT ANSWER（2011年4月23日、東宝）
- DOG×POLICE 純白の絆（2011年10月1日、東宝） - 久坂亨 役
- 源氏物語 千年の謎（2011年12月10日、東宝） - 藤原惟光 役
- 旅立ちの島唄〜十五の春〜（2013年5月18日、ビターズ・エンド） - 藤原克也 役
- 明烏 あけがらす（2015年5月16日、ショウゲート） - ノリオ 役
- アニバーサリー 「ハッピーバースデー」（2016年10月22日、ティ・ジョイ） - 主演・島崎健司 役（鈴木福とW主演）
- 葛城事件（2016年6月18日、ファントム・フィルム） - 葛城稔 役[22]
- 美しい星（2017年5月26日、ギャガ） - 竹宮薫 役
- 南瓜とマヨネーズ（2017年11月11日、S・D・P） - 寺尾 役
- サラバ静寂（2018年1月27日、「サラバ静寂」製作委員会） - トキオ 役
- 素敵なダイナマイトスキャンダル（2018年3月17日、東京テアトル） - 礼司 役
- 曇天に笑う（2018年3月21日、松竹） - 霧生 役
- パンク侍、斬られて候（2018年6月30日、東映） - オサム 役
- 愛がなんだ（2019年4月19日、エレファントハウス） - ナカハラ 役
- 台風家族（2019年9月6日、キノフィルムズ） - 佐藤登志雄 役
- ワンダーウォール 劇場版（2020年4月10日、SPOTTED PRODUCTIONS） - ドレッド 役
- 生きちゃった（2020年10月3日、フィルムランド） - 武田 役
- 朝が来る（2020年10月23日、キノフィルムズ）
- 罪の声（2020年10月30日、東宝） - 津村克己 役
- AWAKE（2020年12月25日、キノフィルムズ） - 浅川陸 役[23]
- あの頃。（2021年2月19日、ファントム・フィルム） - 西野 役[24]
- 街の上で（2021年4月9日、「街の上で」フィルムパートナーズ / SPOTTED PRODUCTIONS） - 主演・荒川青 役[3]
- くれなずめ（2021年5月12日、東京テアトル） - 明石哲也 役[25][26]
- 前科者（2022年1月28日、日活・WOWOW） - 実 役[27][28]
- 神は見返りを求める（2022年6月24日、パルコ） - 梅川葉 役[29][30][31]
- ぜんぶ、ボクのせい（2022年8月11日、ビターズ・エンド）
- 窓辺にて（2022年11月4日、東京テアトル） - 有坂正嗣 / マサ 役[32]
- ちひろさん（2023年2月23日、Netflix / アスミック・エース） - 谷口 役[33]
- 愛にイナズマ（2023年10月27日、東京テアトル） - 折村雄二 役[34][35]
- 市子（2023年12月8日、ハピネットファントム・スタジオ） - 長谷川義則 役[36]
- ペナルティループ（2024年3月22日、キノフィルムズ） - 主演・岩森淳 役[37]
- ぼくのお日さま（2024年9月13日、東京テアトル） - 五十嵐 役[38][39]
- 嗤う蟲（2025年1月24日、ショウゲート） - 上杉輝道 役[40][41][42]
- ぶぶ漬けどうどす（2025年6月6日、東京テアトル） - 中村航 役[43]
- てっぺんの向こうにあなたがいる（2025年10月31日公開予定、キノフィルムズ） - 多部真太郎 役[44]

### 舞台
- 見渡す限りの卑怯者（2012年、赤坂RED/THEATER）
- muro式.7〜ユエニ〜（2013年、シアタートラム）
- NINAGAWA×SHAKESPEARE LEGEND I『ロミオとジュリエット』（2014年8月7日 - 24日、彩の国さいたま芸術劇場 小劇場）
- muro式.9「＝」（2015年、俳優座劇場 他）
- M&Oplaysプロデュース『流山ブルーバード』（2017年、本多劇場 他）[45]

### CM
- 全日本空輸『世界は、ひとつになれる。』篇（2017年）
- レオパレス21『その先にある、新しい物語』篇（2018年）
- みずほフィナンシャルグループ『Jump！あと1年 デート』篇（2019年）
- 日本マクドナルド『サムライマック 大人を楽しむ、おいしさ』篇（2021年）
- 大和ハウス工業 かぞくの群像＃2「萌芽」篇（2022年・2023年）
- Amazon Prime『いちばんの特典』篇（2022年）
- 山口フィナンシャルグループ【YMFG】「ユズの場合」篇（2022年）
- 銀座ダイヤモンドシライシ2023『きみの寝顔』篇（2023年）
- 大塚製薬『頭痛疾患の啓発』（2023年）

### MV
- GReeeeN 「僕と、私と、GReeeeNと。」「「遥か」帰省、母の車」篇（2017年）
- yonige「リボルバー」（2018年）
- yonige「往生際」※監督（2019年）
- yonige「健全な朝」（2020年）
- yonige 「対岸の彼女」※監督（2021年）

### CD
- 日本エンカフォンレコード「風に抱かれて（頑張れ！チビ玉三兄弟）」（1994年、作詞：篠原いさお、作曲：石山勝章）

## 受賞歴
2016年
- 第8回TAMA映画賞 最優秀新進男優賞（『葛城事件』）

2024年
- 第120回ザテレビジョンドラマアカデミー賞 助演男優賞（『アンメット ある脳外科医の日記』）
- 東京ドラマアウォード2024 助演男優賞（『アンメット ある脳外科医の日記』）

2025年
- 第49回エランドール賞「新人賞（TVガイド賞）」